# 廉價勞工
廉价劳工是指薪资较低于世界平均水平或者当地经济水平的主要从事体力劳动的工人，通常来自國內经济欠发达地区或者经济水平欠发达的国家，到達经济较发达的地區或國家劳动。例如中国大陆经济欠发达地区部分劳工到沿海等比较发达地区工作，印度尼西亚劳工到东南亚其他经济水平较好的地区务工等。
其称呼通常带有隐性歧视。但是廉價與否常是比較利益法則下對象國的人民主觀判斷，然而被認為廉價的工資在該勞工眼中可能很高，所以願意從事，因其家鄉的工作薪水更低，出外領這「廉價」薪資幾年後回鄉可以衣錦榮歸甚至置產，成為家鄉的較上層階級，所以不可否認是一種脫貧的機會。
在近代歷史中，滿清政府就曾經與英國於1860年10月24日簽訂北京條約-中英條款，條款規定容許外國商人招聘漢人出洋工作，充當廉價勞工，稱為華工或賣豬仔，被視為中國工人出洋工作的始祖。

## 參看
- 建教合作
- 責任制
- 外勞
- 血汗工廠